# Casalciprano
Casalciprano (Casàlë in molisano) è un comune italiano di 437 abitanti della provincia di Campobasso in Molise.

## Storia

### Feudatari
Le famiglie feudatarie furono:
- ????-1140: famiglia Ciprano
- 1140-1345: famiglia di Castropignano (o de Castropiniano)

....1144....: Guglielmo di Castropignano
11??-1???:
1154-1170: Giuliano di Castropignano
1???-1???:
1???-13??: Vico di Castropignano
13??-1345: Tommasella di Castropignano 50% (figlia di Vico di Castropignano)
- 1345-15??: famiglia d'Evoli (o d'Eboli)

13??-1345: Giovanni d'Evoli 50% (marito di Clarice di Castropignano, figlia di Vico di Castropignano)
1345-1396: Giovanni d'Evoli (marito di Clarice di Castropignano, figlia di Vico di Castropignano)
1396-1457: Antonio d'Evoli (figlio di Andrea d'Evoli seniore, figlio di Giovanni d'Evoli)
1457-1475: Andrea d'Evoli juniore (figlio di Antonio d'Evoli, figlio di Andrea d'Evoli seniore)
1475-1483: Carlo d'Evoli (figlio di Andrea d'Evoli juniore, figlio di Antonio d'Evoli)
1483-1507: Andrea d'Evoli (figlio di Carlo d'Evoli, figlio di Andrea d'Evoli)
1507-1567: Vincenzo d'Evoli (figlio di Andrea d'Evoli, figlio di Carlo d'Evoli)
- 1567-1596: famiglia Mazzacane

1567-15??:
15??-1590: Pietro Mazzacane
1590-1596: Isabella Mazzacane (figlia di Pietro Mazzacane)
- 1596-1648: famiglia de Curradis (o de Corradis)

1596-16??: Pompeo de Curradis (marito di Isabella Mazzacane, figlia di Pietro Mazzacane)
16??-1648: Francesco Sebastiano de Curradis
- 1648-1750: famiglia de Raho (o de Rago)

1648-16??: Giambattista de Raho (figlio di Alfonso de Raho e di Porfiria Mezzacane, sorella di Isabella Mazzacane)
16??-17??:
17??-1750: Antonio de Raho (marito di Francesca Brancia)
- 1750-1760: famiglia Brancia
- 1760-17??: famiglia de Leto (o de Lieti, d'Alitto, de Letto, de Ieto)

1760-17??: Gaetano de Leto (marito di Nicoletta de Ballo)
17??-17??:
17??-17??: Filippo de Leto
- 17??-1806: famiglia di Palma (dal 2 agosto 1806 la feudalità fu abolita)

1779-1868 Vincenzo di Palma,Marchese di Pietramelara (marito di Maria Giuseppa de Leto dei Dc. di Polignano morta 16/11/1827 sorella di Filippo de Leto)
- ....1850....: famiglia Tommasi di Spinete

....1850....: Francesco Tommasi di Spinete
- 18??-oggi: famiglia di Palma-de Leto

Non è semplice risalire all'origine del toponimo del paese; forse al nome originario "Casale" fu successivamente aggiunto "Ciprano", dal nome di un probabile feudatario o fondatore longobardo del paese.
Da principio Casalciprano fece parte del dominio della famiglia normanna dei Castropignano (o de Castropiniano).
Guglielmo di Castropignano a cui successero Giuliano di Castropignano e Vico di Castropignano la cui figlia Clarice di Castropignano andò in sposa a Giovanni d'Evoli (o d'Eboli), Barone di Frosolone.
Carlo d'Evoli, figlio di Andrea d'Evoli juniore, Signore di Castropignano, che era anche Signore del feudo di Casalciprano dal 1457, lo passò poi alla famiglia Mazzacane.
Pietro Mazzacane morì nel 1590 e il feudo passò a sua figlia Isabella Mazzacane, che si sposò nel 1596 con Pompeo de Curradis, con dote di 16.000 ducati e per 12.000 ducati assegnò i feudi di Casalciprano e di Rocca Aspromonte.
La sorella di Isabella, Porfiria Mezzacane (o Porfilia) sposò Alfonso de Raho (o de Rago), ed il feudo, nel 1648, passò a suo figlio, Giambattista de Raho.
La famiglia de Raho, di origine aversana, furono Signori di Casalciprano per circa 2 secoli, fino a quando l'ultimo de Raho sposò Donna Francesca Brancia, senza però avere figli.
Il Feudo, quindi, passò alla famiglia Brancia, Marchesi di Mirabello, fino al 1760, quando passò alla famiglia de Leto (o Lieti), Duchi di Polignano, quando Gaetano de Leto sposò il 23 gennaio 1735 Donna Nicoletta de Ballo, Baronessa di Casalciprano, matrimonio celebrato dal Vescovo di Trivento Monsignor Fortunato Palumbo.
Una sorella di Filippo de Leto, feudatario di Casalciprano, morto celibe, sposò un membro della famiglia di Palma, a cui passò il feudo e che lo deterrà fino all'abolizione del feudalesino, il 2 agosto 1806.
A metà Ottocento il borgo passò al Dottor Don Francesco Tommasi di Spinete, quindi venduto alla famiglia Di Palma-De Leto, tuttora con il titolo nobiliare di Marchesi di Casalciprano.
Il titolo di Barone di Casalciprano si estinse con l'estinzione della famiglia de Raho nella persona del Duca Don Filippo de Raho, che si trasferì a Napoli dopo il rovinoso terremoto del 26 luglio 1805, che distrusse completamente il Palazzo Ducale.

### Simboli
Lo stemma del Comune di Casalciprano è stato concesso con regio decreto del 18 marzo 1929.
Il gonfalone, concesso con D.P.R. del 10 dicembre 1973, è un drappo di azzurro.

## Monumenti e luoghi d'interesse

### Architetture religiose
- Chiesa di San Salvatore
- Chiesa di San Rocco
- Santuario della Santissima Annunziata in Castagneto

### Architetture civili
- Palazzo ducale
- Palazzo Chinno
- Palazzo Montalbò

### Musei
- Museo della memoria contadina[6]

## Società

### Evoluzione demografica
Abitanti censiti

## Leggende e Folklore
Il folklore di Casalciprano comprende un ricco patrimonio di narrazioni popolari, credenze magiche e pratiche di medicina tradizionale. Nel centro storico è stato realizzato un percorso museale a cielo aperto con pannelli ceramici e sculture che raffigurano antichi rimedi contadini e piante legate all’erboristeria popolare, come mandragora, stramonio, giusquiamo e belladonna. Questi elementi richiamano i “libri dei segreti”, testi manoscritti e tramandati oralmente da guaritori e guaritrici locali. Particolarmente diffuse sono le narrazioni legate alle streghe, non soltanto associate alla superstizione o alla maleficenza, ma soprattutto ad un sapere femminile legato alle erbe, ai cicli naturali e a pratiche rituali. La tradizione locale ricorda anche la presenza di luoghi dedicati al “Sabba” delle streghe, raduni notturni che si sarebbero svolti in luoghi simbolici come il colle di Corsato. Oggi, Casalciprano preserva e valorizza queste memorie attraverso installazioni artistiche, murales e opere scultoree che testimoniano un legame ancora vivo con il proprio patrimonio immateriale.

## Amministrazione
| Periodo           | Periodo           | Primo cittadino           | Partito                        | Carica  | Note  |
| ----------------- | ----------------- | ------------------------- | ------------------------------ | ------- | ----- |
| 1809              |                   | Michelangelo Antonecchia  |                                | Sindaco |       |
| 1810              |                   | Pasquale Fonte            |                                | Sindaco |       |
| 1811              |                   | Domenico Lombardi         |                                | Sindaco |       |
| 1813              |                   | Pasquale Vicario          |                                | Sindaco |       |
| 1816              |                   | Pasquale Fonte            |                                | Sindaco |       |
| 1819              |                   | Nicolangelo Antonecchia   |                                | Sindaco |       |
| 1823              |                   | Felice Morcone            |                                | Sindaco |       |
| 1826              |                   | Cosimo Battista           |                                | Sindaco |       |
| 1832              |                   | Michele De Pardo          |                                | Sindaco |       |
| 1836              |                   | Giuseppe Nicola Vicario   |                                | Sindaco |       |
| 1838              | 1838              | Pietrangelo Antonecchia   |                                | Sindaco |       |
| 1838              |                   | Francescopaolo Battista   |                                | Sindaco |       |
| 1841              |                   | Rocco Fonte               |                                | Sindaco |       |
| 1844              |                   | Spiridione De Pardo       |                                | Sindaco |       |
| 1845              |                   | Donato Tedeschi           |                                | Sindaco |       |
| 1850              |                   | Giovannangelo Cbercholi   |                                | Sindaco |       |
| 1853              |                   | Francesco Fonte           |                                | Sindaco |       |
| 1859              |                   | Donato Tedeschi           |                                | Sindaco |       |
| 1862              |                   | Giuseppe Nicola Vicario   |                                | Sindaco |       |
| 1863              |                   | Gieseppe La Porta         |                                | Sindaco |       |
| 1867              |                   | Giuseppe Antonecchia      |                                | Sindaco |       |
| 1874              |                   | Giuseppe Nicola Vicario   |                                | Sindaco |       |
| 1876              |                   | Giuseppe Antonecchia      |                                | Sindaco |       |
| 1879              |                   | Luigi Montalbò            |                                | Sindaco |       |
| 1882              |                   | Orazio Montalbò           |                                | Sindaco |       |
| 1889              |                   | Antonio Montalbò          |                                | Sindaco |       |
| 1890              |                   | Domenicangelo Pascale     |                                | Sindaco |       |
| 1892              |                   | Giuseppe Montalbò         |                                | Sindaco |       |
| 1910              |                   | Antonio Montalbò          |                                | Sindaco |       |
| 1914              |                   | Emiliano Vicario          |                                | Sindaco |       |
| 1923              |                   | Nino Montalbò             |                                | Sindaco |       |
| 1927              |                   | Nino Montalbò             |                                | Podestà |       |
| 25 giugno 1985    | 26 maggio 1990    | Francesco Antonio Miranda | lista civica                   | Sindaco | [ 9 ] |
| 26 maggio 1990    | 24 aprile 1995    | Francesco Antonio Miranda | Democrazia Cristiana           | Sindaco | [ 9 ] |
| 20 novembre 1995  | 17 aprile 2000    | Francesco Antonio Miranda | -                              | Sindaco | [ 9 ] |
| 17 aprile 2000    | 5 aprile 2005     | Francesco Antonio Miranda | lista civica                   | Sindaco | [ 9 ] |
| 5 aprile 2005     | 30 marzo 2010     | Giovanni Lombardi         | lista civica                   | Sindaco | [ 9 ] |
| 30 marzo 2010     | 31 maggio 2015    | Eliseo Castelli           | lista civica                   | Sindaco | [ 9 ] |
| 31 maggio 2015    | 20 settembre 2020 | Eliseo Castelli           | lista civica: crescere insieme | Sindaco | [ 9 ] |
| 20 settembre 2020 | in carica         | Eliseo Castelli           | lista civica: crescere insieme | Sindaco | [ 9 ] |